# Nonouti

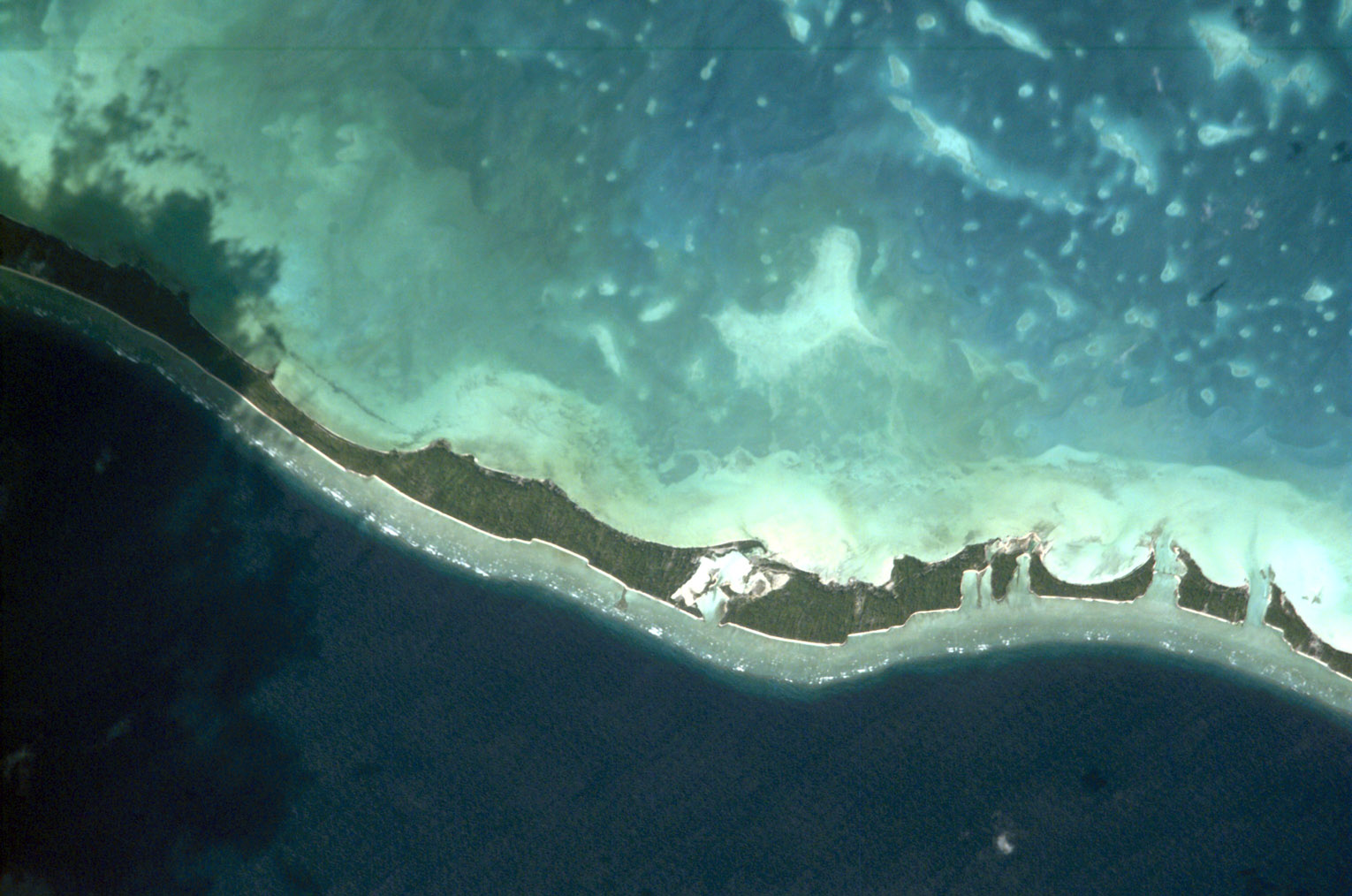
NASA - imagem de satélite de Nonouti

Nonouti é um atol pertencente à República de Kiribati no Oceano Pacífico central. Está localizado a sul das Ilhas Gilbert, 38 km a norte de Tabiteuea e 250 km a sul de Tarawa. A região oriental da ilha é a principal massa de terra permanente. No lado noroeste fica um ilhéu desabitado chamado Noumatong, onde existe um santuário de aves. A área oriental da ilha consiste em pequenos ilhéus e ilhas que formam uma linha contínua.
O atol é o terceiro maior das Ilhas Gilbert, com comprimento de 35 km e largura de 15 km.
O nome Nonouti significa "levantar-se cedo para ir pescar" na língua gilbertense.